# Tiền Phong, Quảng Yên
Tiền Phong là một xã thuộc thị xã Quảng Yên, tỉnh Quảng Ninh, Việt Nam.
Xã Tiền Phong có diện tích 16,41 km², dân số năm 1999 là 1457 người, mật độ dân số đạt 89 người/km².